# Гері Лаук
Герхард Рекс Лаук (англ. Gerhard Rex Lauck; 12 травня 1953) — американський неонацистський активіст і видавець. Мешкає в Фейрбері, штат Небраска, також його іноді називають «фюрером Середнього Заходу» через його сільське походження.

## Біографія
Гері Лаук народився в Мілвокі, штат Вісконсін, 12 травня 1953 року в німецько-американській родині. У віці 11 років він разом із родиною переїхав до Лінкольна, штат Небраска, де його батько став професором інженерії в Університеті Небраски. Лаук пропустив останній рік середньої школи,  потім навчався в Університеті Небраски протягом двох років. До цього моменту він уже дотримувався неонацистських переконань.
У 1978 році він вистрілив і поранив свого брата Джеррі після політичної суперечки.  Згодом Лаук переїхав до Чикаго, де провів більшу частину свого дорослого життя.  Нині живе у Фейрбері, штат Небраска, з 2009 року.

Як лідер NSDAP/AO Гері тісно спілкувався з однодумцями та групами в Європі, зокрема з Міхаелем Кюненом, з яким він тісно співпрацював з 1970-х років. Контакти Лаука з німецькою неонацистською сценою почали налагоджуватися в 1971 році, коли у віці 18 років Лаук заснував Auslandsorganisation (закордонну організацію) націонал-соціалістичних бойових груп, войовничу німецьку неонацистську групу, яка була швидко заборонена німецьким урядом. NSDAP/AO була створена саме після цієї заборони. Сам Лаук почав носити вуса, типу зубна щітка, і використовувати нацистське вітання як повсякденне. Його дефект мовлення часто плутали з німецьким акцентом. Незважаючи на те, що Лаук проживав у США, він провів більшу частину свого життя як активіст у Європі, особливо на початку 1990-х років, коли NSDAP/AO значно розширила свою мережу контактів. Гері Лаук створив великі томи неонацистської літератури кількома мовами, а також створював детальні описи по виготовленню бомб, обидва які були розповсюджені через мережу європейських контактів. У 1990 році він розширив зв'язок NSDAP/AO зі шведською неонацистською групою Sveriges Nationella Forbund, яка стала важливою у формуванні «Північного націонал-соціалістичного блоку» з однодумцями в Норвегії. Того ж року він відіграв провідну роль у допомозі Кюнену, Готфріду Кюсселю та Крістіану Ворху створити мережу осередків Gesinnungsgemeinschaft der Neuen Front у колишній Східній Німеччині після возз’єднання Німеччини. Через два роки NSDAP/AO також уклали угоду з Націонал-соціалістичним рухом Данії, який до того моменту був провідною організацією в конкуруючому Всесвітньому союзі націонал-соціалістів (WUNS). Зміни відбулися після того, як Повла Ріс-Кнудсена, провідну фігуру WUNS, виключили з данського нацистського руху за те, що він одружився з палестинською жінкою. У перші дні югославських війн журнал Лаука «Новий порядок» (англ. New Order) опублікував серію статей на підтримку Хорватії, зокрема там, висловлювалась підтримка усташам, журнал зіграв важливу роль у вербуванні пов’язаних з неонацистами найманців для боротьби за Хорватію.
Гері Лаука заарештували в Данії в 1995 році, що призвело до ультраправої кампанії в США проти його екстрадиції до Німеччини, де його розшукували за поширення неонацистської пропаганди. Тим не менш Лаука депортували до Гамбурга, де його судили та визнали винним у розповсюдженні неонацистських брошур. Гері Лаука було засуджено до чотирьох років позбавлення волі. Лаук вийшов на волю 19 березня 1999 року та його депортували назад до США. Лаук керує видавництвом Third Reich Books, яка продовжує розповсюджувати нацистську атрибутику онлайн.